# Пьетрагала, Мари-Клод
Мари́-Клод Пьетрагала́ (фр. Marie-Claude Pietragalla, род. 2 февраля 1963 года, Париж) — артистка балета и хореограф, прима-балерина Парижской оперы в 1979—1999 годах, руководитель Марсельского балета и Высшей школы танца с 1998 по 2003 год.

## Биография
Выросла на Корсике. С 1973 по 1979 год училась в балетной школе Парижской оперы, после окончания которой в возрасте 16 лет была принята в труппу театра. В 1984 году участвовала в Международном конкурсе балета в Париже, где получила первую премию в категории «дуэты». В 1989 году была отмечена Ассоциацией друзей Парижской оперы. 22 декабря 1990 года, после исполнения партии Китри в балете «Дон Кихот», получила звание этуали.
С 1998 по 2000 год участвовала в спектаклях в качестве приглашённой балерины, исполняя главные партии в «Золушке» и «Дон Кихоте» Рудольфа Нуриева, «Жизели» Матса Эка и «Знаках» Каролин Карлсон.
В 1998 году за выдающееся исполнение партии в балете «Знаки» получила премию «Бенуа танца», в следующем году была в составе жюри этой премии.
С 1998 по 2003 год Пьетрагала работала в Марселе, возглавив там труппу Марсельского национального балета и Высшую школу танца. За годы управления труппой балерина поставила 12 балетов в собственной хореорафии, включая балет «Сакунтала», вдохновлённый поэзией Теофиля Готье и скульптурой Камиллы Клодель (2000, в 2002 году был показан на сцене парижского Дворца конгрессов). Также участвовала как танцовщица в спектаклях таких хореографов, как Джордж Баланчин, Руди ван Данциг, Клод Брюманшон.
В 2004 году, после конфликта с труппой, Мари-Клод пришлось оставить свой пост. В том же году совместно с Жюльеном Деруо (Julien Derouault) она организовала собственную труппу (La Compagnie Pietragalla - Derouault), которая занимается поисками в области современного танца.
В сотрудничестве с Пьером Карденом и Аленом Делоном (который записал свой голос для спектакля) сделала постановку «Сад, или Театр безумных»: премьера состоялась в июле 2007 в имении Кардена — замке Лакост, в феврале 2008 спектакль был показан в Париже на сцене театра «Эспас-Карден».

## Репертуар
Парижская опера
- 1987—1988 — In the Middle, Somewhat Elevated Уильяма Форсайта, «Этюды» Гарольда Ландера, «Магнификат» Джона Ноймайера.
- 1988—1989 — «Предзнаменования» Леонида Мясина; Эсмеральда, «Собор Парижской Богоматери» Ролана Пети, «Агон» Джорджа Баланчина.
- 1990—1991 — «Сюита в белом» и «Миражи» Сержа Лифаря; Мирта, «Жизель»; Китри «Дон Кихот» в редакции Рудольфа Нуриева; Избранница, «Весна священная» Вацлава Нижинского; «В ночи» Джерома Роббинса; Титания и Гермия, «Сон в летнюю ночь» Джона Ноймайера.
- 1991—1992 — «Танцы на вечеринке» и Glass Pieces Джерома Роббинса, «Кармен» и «Рандеву» Ролана Пети, «Вацлав» Джона Ноймайера, Одетта и Одиллия, «Лебединое озеро» Владимира Бурмейстера.
- 1992—1993 — Жизель, «Жизель» Матса Эка, «Юноша и смерть» Ролана Пети
- 1993—1994 — Марго, «Камера обскура» Ролана Пети, «Тиль Уленшпигель» Вацлава Нижинского
- 1994—1995 — «Хрустальный дворец» Джорджа Баланчина, «Не оглядывайся назад» Каролин Карлсон
- 1995—1996 — Джульетта, «Ромео и Джульетта»; Никия, «Баядерка», оба — в редакции Рудольфа Нуриева
- 1996—1997 — «Скрипичный концерт» и «Каприччио» Джорджа Баланчина, «Знаки» Каролин Карлсон
- 1997—1998 — Раймонда, «Раймонда» в редакции Рудольфа Нуриева

## Постановки
Пьетрагала — автор около 25 балетов, включая собственные редакции балетов «Жизель» и «Дон Кихот».
- 1996 — «Корсика»
- 2000 — «Сакунтала»
- 2001 — «Осенние цветы» (2006 — для Национального театра Белграда), «Упоение», III акт балета «Раймонда» (собственная версия)
- 2003 — «Дон Кихот» (собственная версия)[2]., Ni Dieu Ni Maître, «Метаморфозы» (для Высшей школы танца)
- 2007 — «Человеческие условия», дуэт «Помнить»
- 2005 — «Свадебка», «Весна священная» (для Сингапурского театра танца[англ.])
- 2007 — «Сад, или Театр безумных» (совместно с Пьером Карденом)
- 2008 — «Марко Поло» (Парижский дворец конгрессов[фр.])
- 2011 — соло «Искушение Евы»

## Награды и премии
- 1984 — I премия Международного конкурса артистов балета в Париже
- 1989 — премия Ассоциации друзей Парижской оперы[фр.] (AROP).
- 1994 — кавалер Ордена искусств и литературы
- 1998 — приз Бенуа танца за исполнение главной партии в балете «Знаки»
- 1997 — кавалер Национального ордена заслуг
- 2008 — кавалер Ордена Почётного легиона[3]